# ويلبورتون (كامبريدجشير)
ويلبورتون (بالإنجليزية: Wilburton)‏ هي قرية و أبرشية مدنية تقع في المملكة المتحدة في إنجلترا. يقدر عدد سكانها بـ 1,348 نسمة .